# الدورة 68 لمهرجان برلين السينمائي الدولي
الدورة 68 لمهرجان برلين السينمائي الدولي أقيمت في الفترة الممتدة بين 15–25 شباط/فبراير 2018 في برلين، ألمانيا. ضم البرنامج العام للمهرجان 385 فيلماً، وشارك بمسابقة المهرجان الرئيسية 19 فيلماً. افتتح المهرجان بفيلم الصور المتحركة «جزيرة الكلاب» للمخرج الأمريكي ويس أندرسون. ورأس لجنة التحكيم المخرج الألماني توم تيكوير.

## المتسابقون
الافلام المتنافسة في المسابقة الرئيسية على جائزة الدب الذهبي والدب الفضي هي:
| الاسم الإنجليزي                                | الاسم الاصلي                               | المخرج                        | بلد الانتاج                                             |
| ---------------------------------------------- | ------------------------------------------ | ----------------------------- | ------------------------------------------------------- |
| 3 Days in Quiberon                             | 3 Tage in Quiberon                         | إميلي عاطف                    | ألمانيا، استراليا، فرنسا                                |
| Damsel                                         | Damsel                                     | David Zellner، Nathan Zellner | أمريكا                                                  |
| لا تقلقوا، هو لن يذهب بعيدا سيرا على الأقدام   | Don't Worry, He Won't Get Far on Foot      | جوس فان سانت                  | أمريكا                                                  |
| Daughter of Mine                               | Figlia mia                                 | Laura Bispuri                 | إيطاليا، ألمانيا، سويسرا                                |
| Dovlatov                                       | Довлатов                                   | Aleksei Alekseivich German    | روسيا، بولندا، صربيا                                    |
| Eva                                            | Eva                                        | بانو جاكوت                    | فرنسا                                                   |
| The Heiresses                                  | Las herederas                              | Marcelo Martinessi            | Paraguay, Germany, الأوروغواي، النرويج، البرازيل، فرنسا |
| In the Aisles                                  | In den Gängen                              | Thomas Stuber                 | ألمانيا                                                 |
| جزيرة الكلاب                                   | Isle of Dogs                               | ويس أندرسون                   | أمريكا                                                  |
| My Brother's Name Is Robert and He Is an Idiot | Mein Bruder heißt Robert und ist ein Idiot | فيليب غرونينغ                 | ألمانيا، فرنسا                                          |
| Mug                                            | Twarz                                      | مالجورزاتا سزوموسكا           | بولندا                                                  |
| Museum                                         | Museo                                      | Alonso Ruizpalacios           | المكسيك                                                 |
| Pig                                            | Khook                                      | ماني حقيقي                    | إيران                                                   |
| The Prayer                                     | La prière                                  | سيدريك خان                    | فرنسا                                                   |
| The Real Estate                                | Toppen av ingenting                        | Måns Månsson                  | السويد، المملكة المتحدة                                 |
| Season of the Devil                            | Ang panahon ng halimaw                     | لاف دياز                      | الفلبين                                                 |
| Touch Me Not                                   | Touch Me Not                               | Adina Pintilie                | رومانيا، ألمانيا، التشيك، بلغاريا، فرنسا                |
| العبور                                         | Transit                                    | كريستيان بيتزولد              | ألمانيا، فرنسا                                          |
| U – July 22                                    | Utøya 22. juli                             | إريك بوبي                     | النرويج                                                 |

## روابط خارجية
- الدورة 68 لمهرجان برلين السينمائي الدولي على موقع IMDb (الإنجليزية)